# Карун
Карун (на персийски: کارون) е най-пълноводната и единствената плавателна река в Иран, ляв приток на Шат ал-Араб. Дължина 820 km (по други данни 850 и даже 950 km). Площ на водосборния басейн 65 230 km². Река Карун води началото си от североизточните склонове на масива Зердкух, най-високия в планината Загрос, на около 3000 m н.в. В горното и средното си течение тече в дълбоки дефилета или пресича междупланински котловини, а в долното – по Месопотамската низина. Първите около 150 km тече на югоизток покрай североизточните склонове на масива Зердкух в дълбока и тясна (на места каньоновидна долина). След устието на левия си приток Генджан завива на запад, заобикаля от юг хребета Кух-е Сефуд и след устието на левия си приток Херсан рязко завива на северозапад и тече по югозападния склон на хребета. В района на селището Шелан завива на югозапад, след това на северозапад и при град Гетвенд напуска планините, завива на югозапад и навлиза в Месопотамската низина. От тук до устието си отляво в река Шат ал-Араб при град Хорамшахр Карун е спокойна и пълноводна река с множество меандри и старици. Преди устието си наляво се отклоняват два главни ръкава Бахманшир и Хафар, които ивдивидуално се вливат в Персийския залив.
Основни притоци: леви – Генджан, Херсан, Джерахи; десни – Базофт, Абе Шур, Диз. Карун има ясно изразено пролетно пълноводие, формирано от топенето на снеговете, епизодични летни прииждания в резултат от поройни дъждове и есенно-зимно маловодие. Среден годишен отток в долното течение 575 m³/s. Част от водите на реката в горното ѝ течение по тунели се прехвърлят за напояване на Исфаханската котловина, а в долното течение – за напояване на земеделските земи в Месопотамската низина. Регулярно корабоплаване се извършва до град Ахваз, където Карун преодолява прагове и нагоре – до град Шущар за плитко газещи съдове.
Британците откриват нефт при Месдедже-Сюлейман и река Карун се използва за транспортирането на добития нефт към Персийския залив и Световния океан. Водите на реката се използват за напояване на над 280 000 ha земеделски площи, като се планира те да се увеличат с още 100 000 ha. По долината на реката са разположени градовете Месдедже-Сюлейман, Шущар, Ахваз, в който живеят над 1,3 милиона души, Хорамшахр и др.
По течението на река Карун са изградени множество язовири за производство на електроенергия. За построяването им се е налагало изселването на хиляди души, а изграждането им е пораждало множество екологични проблеми.